# Kappa Alpha Theta
Kappa Alpha Theta (ΚΑΘ) ist eine internationale Studentenverbindung (Sorority) für Frauen, die 1870 an der Indiana Asbury University (heute DePauw University) in Greencastle, Indiana, gegründet wurde. Sie war die erste greek-letter Sorority, die von Frauen gegründet wurde, und spielt eine bedeutende Rolle in der Geschichte der Frauenbewegung sowie in der Entwicklung von Schwesternschaften in den USA und weltweit. Theta hat über 250.000 initiierte Mitglieder.

## Allgemeines
Kappa Alpha Theta war die erste Sorority ihrer Art, die eine griechische Buchstabenkombination „Kappa“ „Alpha“ „Theta“ verwendete und sich als sogenannte greek letter society organisiert.
Das Symbol von Kappa Alpha Theta ist eine Eule, die als Zeichen für Weisheit und Intellekt steht. Die Farben der Organisation sind Schwarz und Gold, die sowohl für Eleganz als auch für Stärke stehen. Das Motto von Kappa Alpha Theta lautet „Scholarship, Leadership, Service“ (Akademische Leistung, Führung, Dienst).

## Geschichte

### Gründungszeit
Kappa Alpha Theta wurde am 27. Januar 1870 von den Studentinnen Bettie Locke, Alice Allen, Hannah Fitch und Lelia Scott gegründet. Die Gründung fand an der Indiana Asbury University statt, wo die vier Frauen nach einer gemeinsamen Idee eine Organisation ins Leben rufen wollten, die den akademischen und sozialen Austausch unter Frauen fördert.
Zu der Zeit waren Frauen an den meisten amerikanischen Universitäten noch eine untergeordnete Gruppe, und ihre akademischen und sozialen Möglichkeiten waren im Vergleich zu denen ihrer männlichen Kommilitonen stark eingeschränkt. Die Idee, eine weibliche „Bruderschaft“ zu gründen, war eine bahnbrechende Entscheidung und trug zur Stärkung des Status von Frauen auf dem Campus bei.
Die Gründung von Kappa Alpha Theta war auch eine Reaktion auf die bestehende soziale Struktur an Universitäten, in der Männer dominante Organisationen wie „Fraternities“ (Bruderschaften) hatten, während es für Frauen keine vergleichbare Gemeinschaft gab. Kappa Alpha Theta wollte eine Organisation bieten, die sich den spezifischen Bedürfnissen und Herausforderungen von Frauen widmet, aber gleichzeitig denselben akademischen und sozialen Standards wie die männlichen Bruderschaften gerecht wird.

### Wachstum und neue Chapter
Nach der Gründung 1870 begann Kappa Alpha Theta schnell zu wachsen und neue Kapitel an anderen Universitäten und Colleges zu gründen. Das erste offizielle Kapitel wurde bereits 1870 an der Indiana University eröffnet. Damit wurde sie die erste überuniversitäre Sorority. Bald darauf folgten weitere Kapitel an anderen Institutionen, darunter die Universität von Michigan und die Universität von California.
Die erste nationale Konferenz von Kappa Alpha Theta fand 1876 statt. Bei dieser Gelegenheit wurde die Struktur der Organisation weiter entwickelt, und es wurden offizielle Regeln für die Aufnahme neuer Chapter sowie für die Kommunikation zwischen den verschiedenen Gruppen innerhalb der Schwesternschaft festgelegt.
Im Laufe der Jahre dehnte sich die Schwesternschaft auf den gesamten Nordosten, die Mitte und den Westen der Vereinigten Staaten aus. Die Gründung neuer Kapitel war jedoch nicht immer einfach, da die Vorstellung einer weiblichen Studentenverbindung in vielen akademischen und gesellschaftlichen Kreisen noch immer nicht akzeptiert war. Dennoch war der Erfolg von Kappa Alpha Theta ein bedeutender Schritt für die weibliche Emanzipation und zeigte, dass Frauen in der Lage waren, organisierte, starke Netzwerke zu schaffen, die sowohl akademische als auch soziale Zwecke erfüllten.
1887 wurde Theta mit der Gründung des Sigma-Chapters an der Universität von Toronto zu einer internationalen Organisation. Dies wurde die erste kanadische Frauenverbindung.

### 1900–1950
Im frühen 20. Jahrhundert war Kappa Alpha Theta eine der wenigen Schwesternschaften, die regelmäßig nationale Treffen und Versammlungen veranstalteten. Diese trugen dazu bei, den Austausch zwischen den verschiedenen Kapiteln zu fördern und eine kohärente Identität und ein starkes Gemeinschaftsgefühl zu etablieren. In dieser Zeit begann auch die Einführung von philanthropischen Programmen, die zu einem wichtigen Teil der Organisation wurden.
Mit dem zunehmenden gesellschaftlichen Engagement von Frauen – insbesondere nach dem Ersten Weltkrieg und im Rahmen der Frauenbewegung in den 1920er Jahren – gewann Kappa Alpha Theta weiter an Bedeutung. Frauen wurden zunehmend in akademische und berufliche Rollen aufgenommen, und Kappa Alpha Theta förderte dieses Wachstum aktiv, indem sie ihren Mitgliedern Netzwerke und Unterstützungsstrukturen anbot, die es ihnen ermöglichten, ihre Ziele zu erreichen.

### 1950 bis 1980: Modernisierung und Einflussnahme
Ab den 1950er Jahren begann Kappa Alpha Theta, ihren Einfluss auch in den Bereichen berufliche Entwicklung und öffentliche Dienstleistung auszubauen. Viele der ehemaligen Mitglieder der Schwesternschaft begannen, Führungspositionen in der Gesellschaft zu übernehmen, was auch die Wahrnehmung von Kappa Alpha Theta als eine Organisation für Frauen mit Ambitionen und Führungsanspruch stärkte.
George William Domhoff führte Kappa Alpha Theta in Who Rules America? Mitte der 1960er Jahre als eine der „vier oder fünf Schwesternschaften mit landesweitem Prestige“ („the four or five sororities with nationwide prestige“) auf.
In den 1960er und 1970er Jahren durchlebte die Organisation, wie viele andere Schwesternschaften, eine Reihe von sozialen Veränderungen. Die Bürgerrechtsbewegung, die Frauenbewegung und die zunehmende Gleichstellung von Frauen in der Gesellschaft beeinflussten auch die Arbeitsweise von Kappa Alpha Theta. Die Schwesternschaft begann, ihre Programme und ihre Struktur stärker auf die Förderung von Vielfalt und Inklusion auszurichten. Zu dieser Zeit wurde auch der Fokus auf philanthropische Projekte wie das CASA (Court Appointed Special Advocates)-Programm ausgeweitet, das sich für den Schutz und das Wohl von benachteiligten Kindern einsetzt.

### 1990 bis heute: Internationale Expansion und Nachhaltigkeit
Am Ende des 20. Jahrhunderts und in den 2000er Jahren erlebte Kappa Alpha Theta eine neue Ära der internationalen Expansion, als die Organisation begann, ihre Kapiteln auch auf Universitäten außerhalb der USA und Kanada auszudehnen. Diese wachsende internationale Präsenz spiegelt den globalen Trend wider, dass Organisationen für Frauen auch auf internationaler Ebene eine bedeutende Rolle spielen.
Kappa Alpha Theta hat sich auch zunehmend auf das Thema Nachhaltigkeit konzentriert, sowohl in Bezug auf ihre Umweltpraktiken als auch in der Förderung langfristiger philanthropischer Engagements.

## Mitgliedschaft und Chapter
Kappa Alpha Theta nimmt an vielen Universitäten und Colleges neue Mitglieder auf. Die Mitgliedschaft erfolgt durch ein Auswahlverfahren, das in der Regel als „Rush“ bezeichnet wird, bei dem potenzielle Mitglieder die verschiedenen Schwesternschaften kennenlernen und sich für eine entscheiden. Nach erfolgreichem Eintritt werden die neuen Mitglieder in eine aktive Schwesterngemeinschaft aufgenommen und nehmen an den regelmäßigen Treffen und Aktivitäten teil. Theta hat über 250.000 initiierte Mitglieder.
Kappa Alpha Theta ist eine international agierende Schwesternschaft mit 139 aktiven Chapters in den Vereinigten Staaten, Kanada und anderen Ländern (Stand: 2024). Die Organisation hat auch mehr als 200 Alumnae-Vereinigungen in vielen Städten weltweit, die den ehemaligen Mitgliedern eine Plattform für fortlaufende soziale und berufliche Netzwerke bieten (Stand: 2024).

## Ziele und Werte
Die Sorority legt großen Wert auf akademische Leistung, philanthropische Arbeit und die Förderung von Führungskompetenzen.
So engagieren sich die Mitglieder aktiv in sozialen, akademischen und philanthropischen Projekten. Zu den wichtigsten Programmen der Organisation gehört die Unterstützung des „Court Appointed Special Advocates“ CASA-Programms, das sich für das Wohl von benachteiligten Kindern einsetzt.
Zu den zentralen Werten gehören:
- Akademische Exzellenz: Theta fördert die intellektuelle Entwicklung ihrer Mitglieder durch akademische Programme, Stipendien und Studienförderung.
- Philanthropie: Theta engagiert sich für verschiedene wohltätige Zwecke, insbesondere in der Unterstützung von Initiativen zur Prävention von Misshandlungen und zur Förderung von Kindern in Not.[14]
- Führung: Die Schwesternschaft bietet ihren Mitgliedern zahlreiche Möglichkeiten zur Entwicklung von Führungsfähigkeiten, sei es innerhalb der Organisation oder in anderen Bereichen des gesellschaftlichen Lebens.
- Gemeinschaft: Kappa Alpha Theta ist bestrebt, ein starkes Netzwerk zu schaffen, das auf den Prinzipien von Freundschaft, Unterstützung und Solidarität basiert.

## Zeitschrift
Die Theta grand convention beschloss 1885 die Gründung einer Zeitschrift, deren Redaktion dem Kappa-Kapitel in Kansas übertragen werden sollte. In den dazwischen liegenden Jahren wurde der Titel der Zeitschrift von Kappa Alpha Theta von The Journal in The Kappa Alpha Theta Magazine geändert, und auch die Erscheinungsweise (von monatlich auf vierteljährlich) wurde geändert. Das Kappa Alpha Theta Magazine erscheint im April, Juni, September und Dezember eines jeden Jahres.

## Bekannte Mitglieder

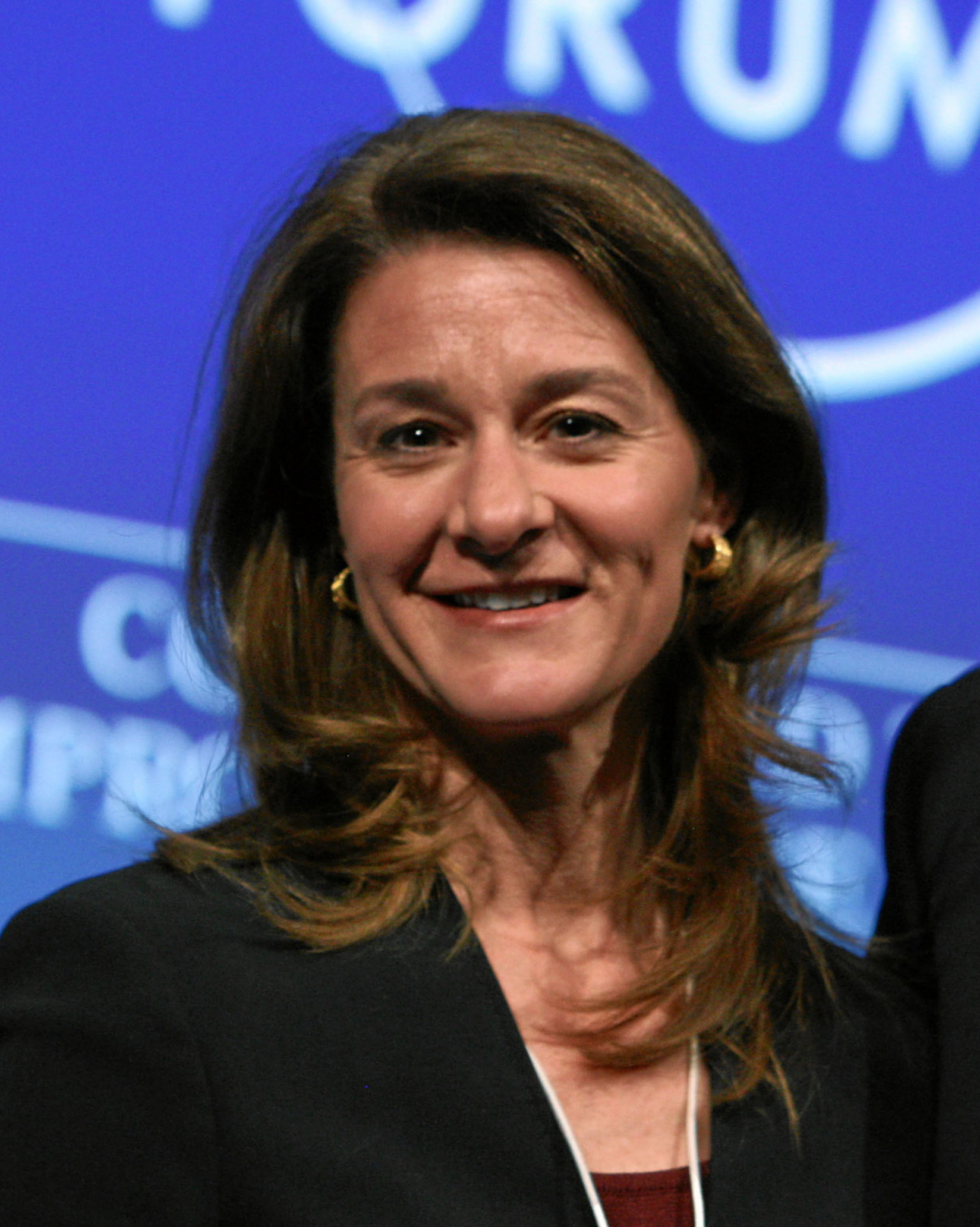
Melinda Gates (2011)

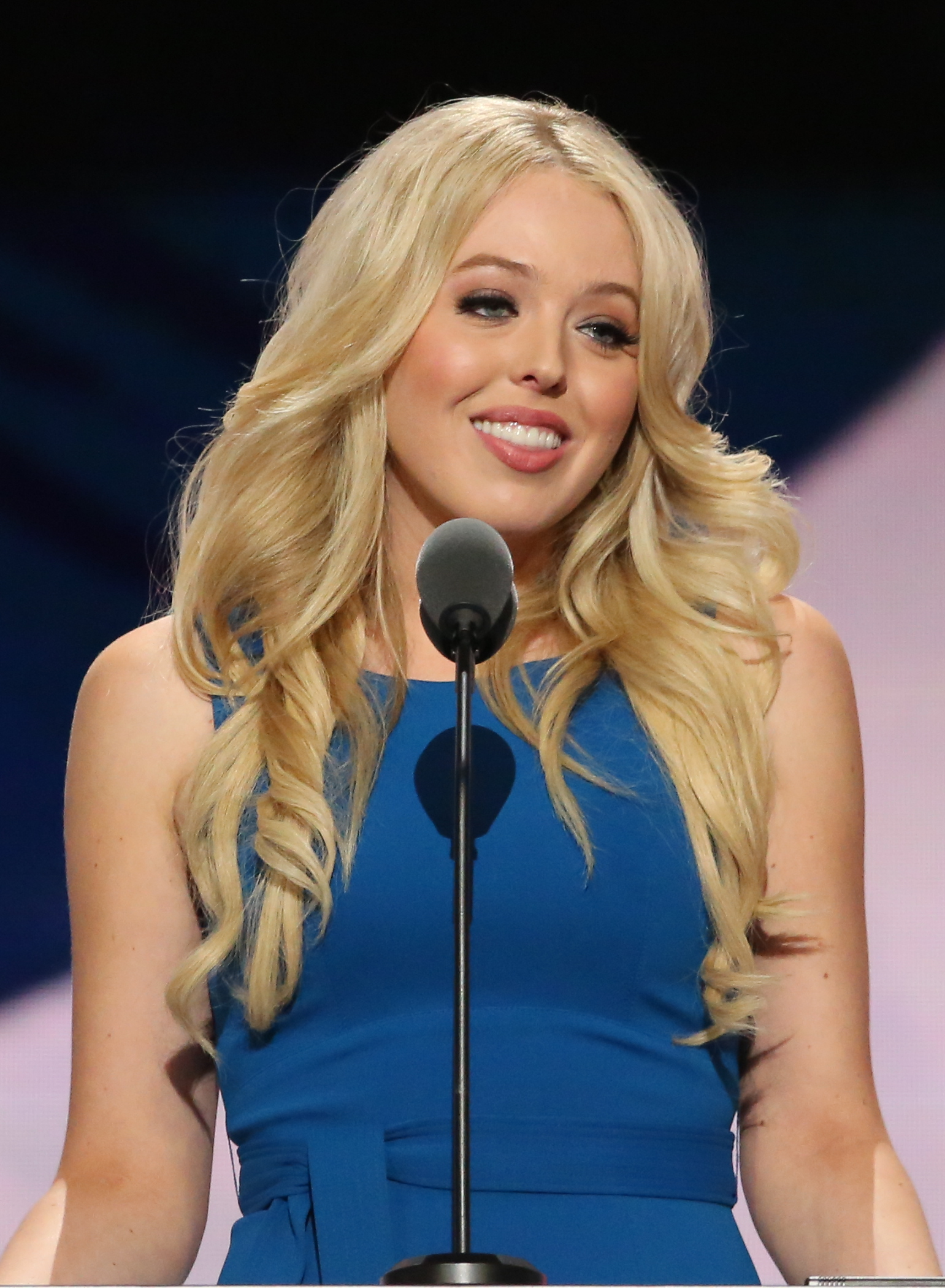
Tiffany Trump (2016)

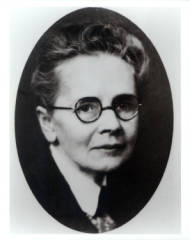
Julia Morgan (um 1926)

Im Laufe der Jahre hat Kappa Alpha Theta zahlreiche prominente Persönlichkeiten hervorgebracht, die in verschiedenen Bereichen des Lebens erfolgreich waren, darunter:
- Tory Burch (* 1966), US-amerikanische Modeschöpferin und Unternehmerin[16]
- Laura Bush (* 1946), ehemalige First Lady der Vereinigten Staaten[16][18]
- Joan Ganz Cooney (* 1929), US-amerikanische Fernsehproduzentin und Miterfinderin der Sesamstraße.[16]
- Sheryl Crow (* 1962), US-amerikanische Rocksängerin, Gitarristin, Bassistin, Pianistin, Songschreiberin und mehrfache Grammy-Preisträgerin.[16]
- Eilene Galloway (1906–2009), US-amerikanische Politikwissenschaftlerin und Autorin, Gründungsmitglied der NASA; hat an der Erstellung des Weltraumgesetzes mitgewirkt
- Melinda Gates (* 1964), eine US-amerikanische Geschäftsfrau, Philanthropin und Autorin. Sie war bis 2021 die Ehefrau von Bill Gates.[16][19][20]
- Marjorie Child Husted (1892–1986), US-amerikanische Managerin und Hörfunkmoderatorin.[16]
- Nancy Landon Kassebaum (* 1932), US-amerikanische Politikerin[1][21]
- Marie-Claire Kirkland (1924–2016), Québequer Anwältin, Richterin und Politikerin. Sie war die erste Frau, die in die gesetzgebende Versammlung von Québec gewählt wurde, die erste Frau, die zum Kabinettsminister von Québec ernannt wurde, die erste Frau, die zum amtierenden Premierminister ernannt wurde, und die erste Frau, die als Richterin am Provinzgericht von Québec tätig war.[1][22][23]
- Dylan Lauren (* 1974), eine US-amerikanische Unternehmerin und Tochter des Modedesigners Ralph Lauren[16]
- Julia Morgan (1872–1957), war eine US-amerikanische Architektin. Während ihrer Karriere entwarf sie mehr als 700 Gebäude in Kalifornien. Sie war die erste Frau, die in das Architekturprogramm der École nationale supérieure des Beaux-Arts aufgenommen wurde und die erste Architektin, die in Kalifornien eine Zulassung erhielt.[1][24]
- Carol Morris (* 1936), ein US-amerikanisches Model und Schauspielerin. 1956 gewann sie die Wahlen zur Miss USA und Miss Universe.
- Jean Hanmer Pearson (1915–2010), eine der ersten Frauen, die 1969 in der Antarktis landeten[1][25][26][27]
- Whitney Port (* 1985), US-amerikanische Reality-TV-Darstellerin, Modedesignerin und Model[16]
- Adelaide Sinclair (1900–1982), kanadische Beamtin und Kommandantin der Wrens. Von 1951 bis 1952 war sie zweite Vorsitzende des UNICEF Executive Boards[1][28][29]
- Jill Strickland (* 1937), Gründungsmitglied des National Woman’s Political Caucus[1][30][31]
- Tiffany Trump (* 1993), die jüngste Tochter Donald Trumps und das einzige Kind von Marla Maples